# Amat Levin
Amat Ramn Ivar Levin, född 20 oktober 1986, är en svensk journalist och författare.

## Biografi
Amat Levin arbetade sex år på Nöjesguiden, de sista två åren som dess chefredaktör, innan han lämnade tidningen 2015. År 2017 började han som kolumnist på Metro. Sedan 2020 skriver Levin opinionstexter för Dagens Nyheter. Han har tidigare även arbetat på reklambyrån Forsman & Bodenfors.
År 2020 debuterade han som författare på Natur & Kultur med Slumpens barn som skildrar relationerna mellan Gambia och Sverige. Levin driver Instagramkontot @svarthistoria som belyser Afrikas och svarta människors historia. År 2022 publicerades boken Svart historia, som bygger vidare på Instagramkontots innehåll. Boken nominerades samma år till Augustpriset i kategorin facklitteratur. År 2023 tilldelades han Karin Gierows pris, Natur & Kulturs populärvetenskapliga pris och Anders Carlbergs minnespris som Årets påverkare.
Levin gör även podden "Så vad händer" tillsammans med komikern Jonathan Rollins.
Levin är uppvuxen i Farsta i södra Stockholm. Han är gift och har tre barn tillsammans med barnmorskan Asabea Britton.